# Aruncător de flăcări

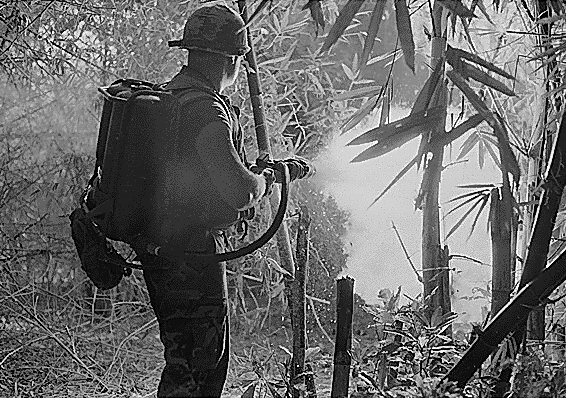
Soldat american în războiul din Vietnam

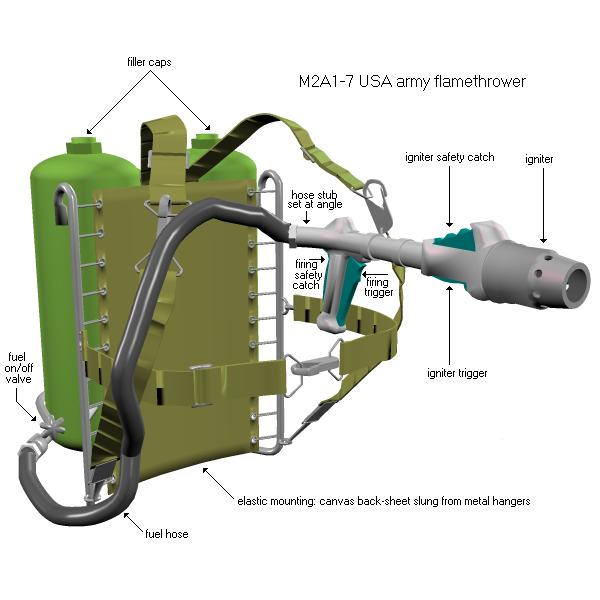
M2A1-7 al armatei americane

Aruncător de flăcări este un dispozitiv mecanic care poate proiecta un lung și controlat jet de foc.
Pot fi de militare sau comerciale, majoritatea celor militare folosesc lichid inflamabil iar cele comerciale tind să folosească gaz natural și propan, care sunt considerate mai sigure. Cele comerciale se folosesc pentru arderea controlata a resturilor agricole (ex. trestie de zahăr etc.)
Aruncătorul de flăcări ca armă militară a existat sub forme primitive in războaiele din evul mediu, dar cu o tehnică superioară a inceput să se folosească în Primul Război Mondial. Mai concret armata germană în Bătălia de la Verdun în 1916, demonstrând o mare eficiență contra trașeelor.
La sfârșitul războiului numeroase țări europene au declarat aruncătorul de foc ca armă regulamentară și au proiectat și dezvoltat diverse modele. 
În timpul celui de Al doilea Război Mondial este folosit pe scară mult mai mare. Trebuie să amintim folosirea de către americani în luptele cu japonezii în insulele din Oceanul Pacific. Acestă decizie a fost luată pentru că forțele nipone se ascundeau in grote și galerii escavate în rocă foarte dificil de învins cu arme clasice.

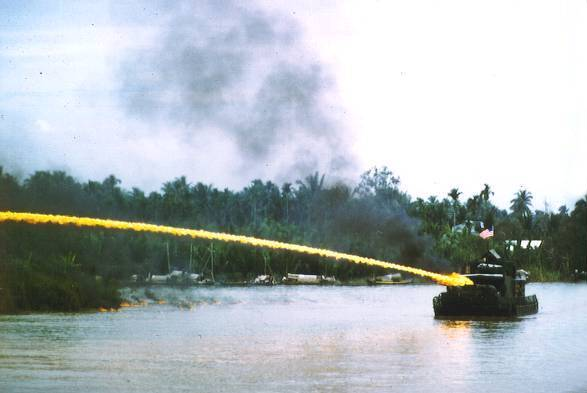
Navă americana cu aruncător de flăcări în Vietnam

Posterior și în timpul războiului din Vietnam, americanii au folosit din plin aruncătoarele de flăcări ca metodă eficientă de luptă împotriva tunelelor Vietcong și distrugerea micilor așezări care sprijineau rezistența. Există lansatoare de foc portabile și montate pe vehicule. Cele portabile conțin 10-15 litri și raza de acțiune variază între 25 și 70 m, putând arunca 15-20 ori. Cele instalate pe vehicule în mod normal blindate. Fiecare poate avea 20-30 litri și raza de acțiune variază între 35 și 150 m , unele modele pe care le are armata americană ating 165 m. În timpul celui de al doilea război mondial s-au folosit vehicule care aveau un rezervor de 645 litri pentru aruncătoarele de flăcări. Posterior s-au construit altele specializate doar în aruncătoare de foc cu rezervoare de 1300 litri.